# Soběšice
Soběšice – gmina w Czechach, w powiecie Klatovy, w kraju pilzneńskim. 1 stycznia 2014 liczyła 380 mieszkańców.